# ГЕС Собрадіньо
ГЕС Собрадіньо — гідроелектростанція на сході Бразилії у штаті Баїя, неподалік від кордону зі штатом Пернамбуку. Знаходячись між ГЕС Трес-Мар'яс (вище за течією) та ГЕС Луїс Гонзага, входить до складу каскаду на четвертій за довжиною в Південній Америці річці Сан-Франсиску (тече на північний схід паралельно узбережжю перед тим як завернути та прорватись через гірський хребет до Атлантичного океану).
Річку перекрили земляною греблею з інтегрованим машинним залом, яка має висоту 41 метр та довжину 12 500 метрів. Ця споруда утворює велике водосховище з площею поверхні 4214 км2, яке має об'єм 34,1 млрд м3 (корисний об'єм 28,7 млрд м3) та припустиме коливання рівня між позначками 381 та 394 метри НРМ. Разом із водоймою розташованої вище станції Трес-Маріас воно здійснює внутрішньорічне регулювання потоку, необхідне для роботи розташованих нижче за течією найбільш потужних ГЕС каскаду (сама станція Собрадіньо займає за цим показником четверте місце).
Спорудження греблі стартувало у 1973 році, за п'ять років почалось заповнення водосховища, а вже наступного 1979 року велика повінь завершила цей процес у рекордний час. Окрім виробництва електроенергії та протиповеневого захисту, водойма виконує функції іригації та водопостачання. Можливо також відзначити, що велика площа та спекотний клімат призводять до великого випаровування з водосховища, яке в денний період сягає 480 м3/с.
Машинний зал обладнано шістьма турбінами типу Каплан потужністю по 175 МВт, які при напорі у 27 метрів забезпечують виробництво 4 млрд кВт·год електроенергії на рік.
Видача продукції відбувається по ЛЕП, які розраховані на роботу під напругою 500 кВ та 230 кВ.